# Pinner (metrostation)
Pinner is een station van de metro van Londen aan de Metropolitan Line. Het metrostation, dat in 1885 is geopend, ligt in de wijk Pinner.

## Geschiedenis
Op 25 mei 1885 verlengde de Metropolitan Railway (MR), de latere Metropolitan Line, haar westlijn van Harrow-on-the-Hill tot de Victoriaanse slaapstad Pinner zonder stations onderweg. Het station was ruim twee jaar het westelijkste station van de MR totdat op 1 september 1887 de lijn verlengd werd tot Rickmansworth. Op 15 maart 1899 begon ook de treindienst van de Great Central Railway GCR de sporen door Pinner te gebruiken. De GCR nam echter in 1906 eigen sporen naar het westen ten zuiden van Harrow in gebruik uit ontevredenheid met het gemengde bedrijf van metro en trein. In 1915 kwam de reclame-afdeling van MR met de naam Metroland voor het plan om mensen uit het centrum van Londen naar nieuw te bouwen wijken, onder meer rond Pinner, in het landelijke Middlesex te laten verhuizen. Huizen in de buurt van de stations werden in korte tijd gebouwd en verkocht voor slechts £ 400 per stuk. In Pinner werd voor de nieuwbouwwoningen een minimumprijs van £ 1.000 vastgesteld, terwijl rond Harrow-on-the-Hill een minimum van £ 750 gold. In het interbellum voerde de MR een moderniseringsprogramma door, in het kader hiervan werd in 1925 de lijn bij Pinner geëlektrificeerd. In de jaren vijftig van de 20e eeuw werd, naar aanleiding van de bevolkingsgroei ten westen van Rickmansworth, een extra dubbelspoor gelegd parallel aan de metrosporen. Deze sporen werden tussen juni 1958 en juli 1962 gebouwd en meteen geëlektrificeerd. Zodoende konden de sneldiensten van de metro en de voorstadsdiensten met dieseltreinstellen van/naar Marylebone, Pinner passeren zonder het overige metroverkeer te hinderen.

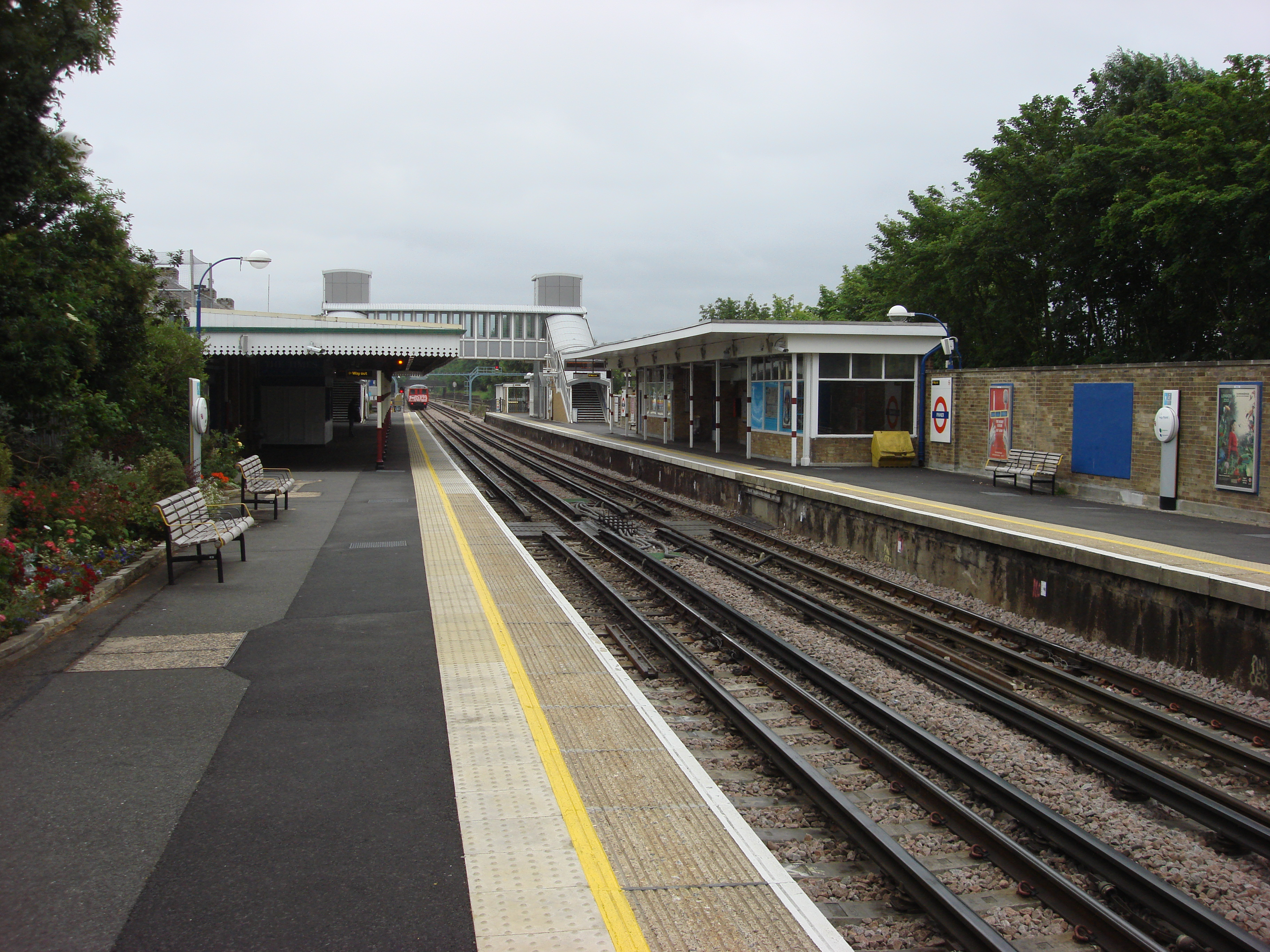
Sporen en perrons, links het perron met Victoriaanse perronkap uit 1885, rechts het perron met wachtkamer uit 1962.
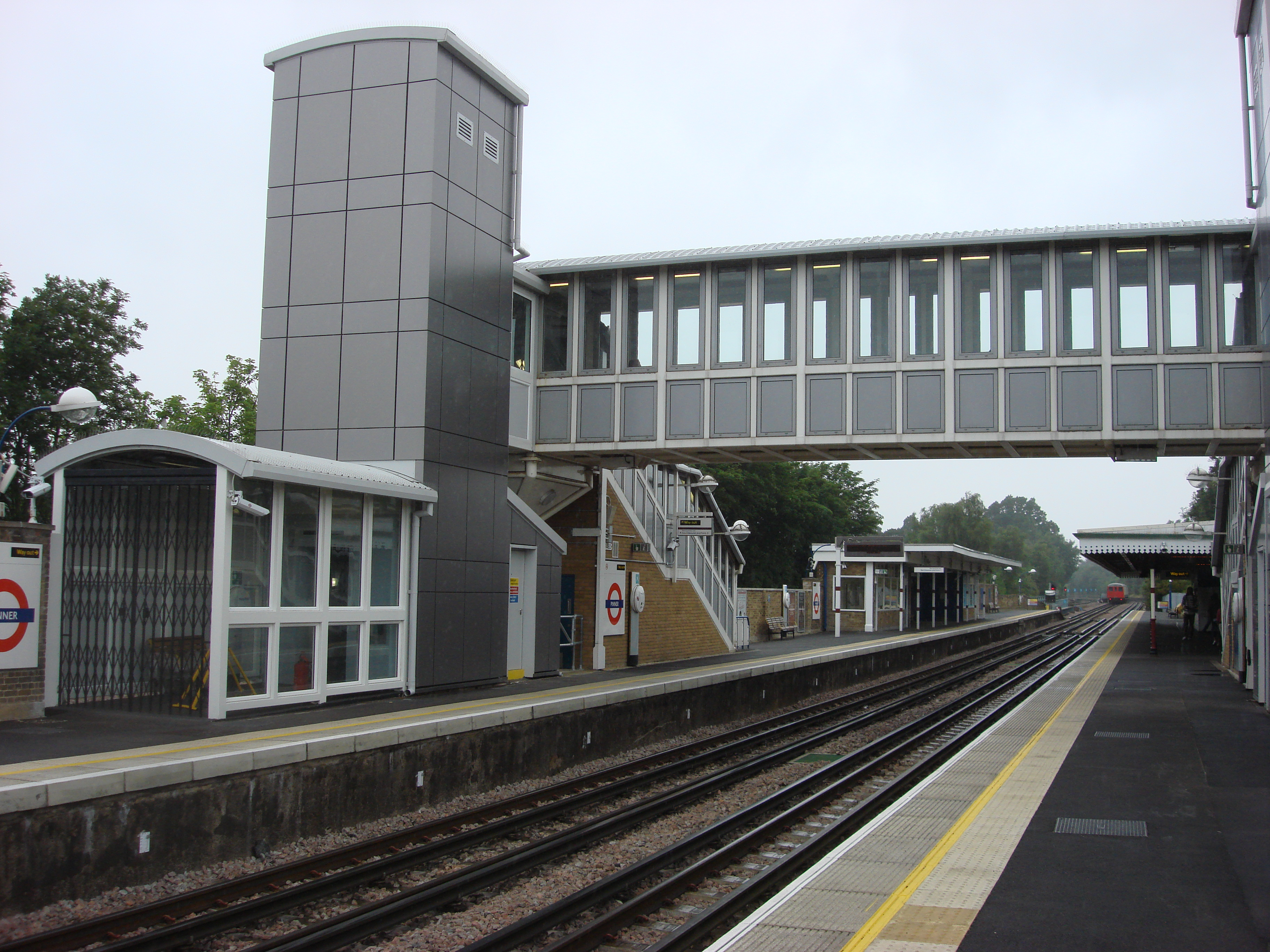
De loopbrug uit 2002, met liften uit 2008.
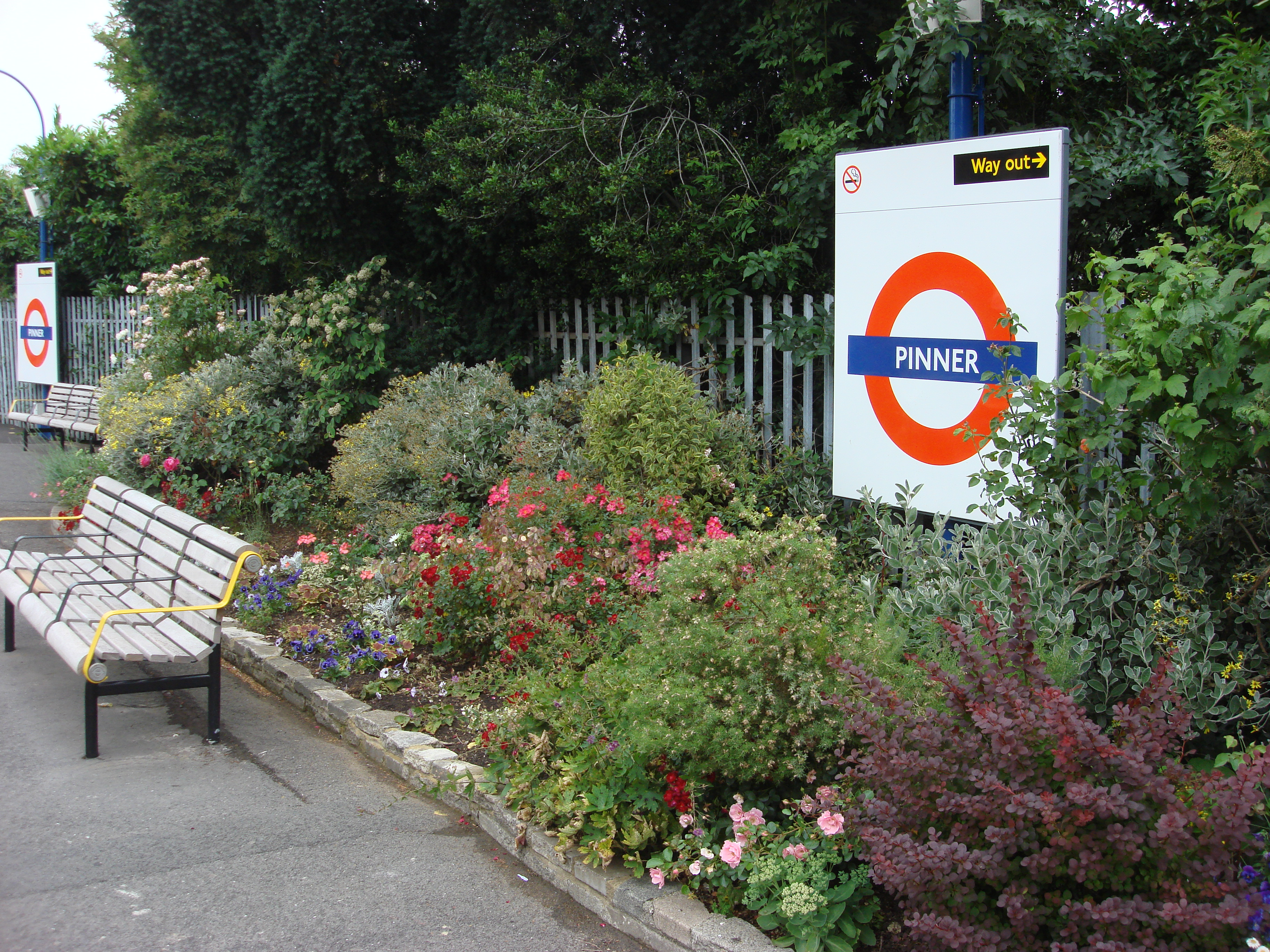
De stationstuin naast het stationsgebouw.

## Ligging en inrichting
Het stationsgebouw uit 1885 staat aan het stationsplein langs het perron voor de metro's richting het centrum van Londen. Het gebouw lijkt op dat van de stations van Rickmansworth, Chorleywood en Chalfont & Latimer die tussen 1887 en 1889 werden gebouwd. Het is door Harrow Council op de plaatselijke monumentenlijst geplaatst. Aan het begin van de jaren 60 van de 20e eeuw werd het perron voor de metro's naar het westen vernieuwd in samenhang met de bouw van de twee extra sporen op het zuidelijke deel van de spoordijk. Op dat perron kwam een wachtkamer uit gele baksteen met luifel en het perron werd door een muur gescheiden van de sporen voor de sneldienst. Aanvankelijk was dit station bereikbaar via een voetgangerstunnel, maar in 2002 werd deze vervangen door een loopbrug. Op 18 juli 2008 werden ook liften geplaatst en sindsdien is het station geheel rolstoeltoegankelijk. Oorspronkelijk waren de liften gepland voor 2005, maar dat werd uitgesteld tot 2009/10 omdat de bekostiging niet rondkwam. Na klachten van de Harrow Public Transport Users Association werd de bouw vervroegd naar 2007, de oplevering verschoof uiteidelijk tot 2008 als gevolg van het faillissement van aannemer Metronet.

## Reizigersdienst
Pinner wordt bediend door stop- en semi-sneldiensten, reizigers die gebruik willen maken van de sneldiensten naar het noorden (Baker Street - Watford) moeten tijdens het spitsuur op werkdagen overstappen bij Moor Park. Tijdens de daluren stoppen 4 ritten per uur naar Watford, 2 naar Amersham en 2 naar Chesham. In zuidelijke richting bestaat de dienst tijdens de daluren uit 4 ritten per uur naar Baker Street en 4 ritten per uur naar Aldgate.
De Londense buslijnen 183, H11, H12 en H13 stoppen bij het station en bieden verbindingen naar Golders Green, Harrow, Mount Vernon Hospital, Northwood Hills, Ruislip, South Harrow en Stanmore. Lijn H12 verbindt Pinner met het treinstation Hatch End, dat tussen 1911 en 1920 Pinner & Hatch End werd genoemd voordat het werd omgedoopt tot Hatch End (for Pinner) en vervolgens, in 1956, in Hatch End.